# Модзалевский, Борис Львович
Бори́с Льво́вич Модзале́вский (20 апреля [2 мая] 1874, Тифлис — 3 апреля 1928, Ленинград) — русский генеалог, библиограф, редактор, литературовед-пушкинист, историк русской литературы, публикатор и комментатор сочинений А. С. Пушкина. Статский советник (1914). Член-корреспондент РАН (1918) и АН СССР (1925). Один из создателей Пушкинского дома. Сын Л. Н. Модзалевского, брат В. Л. Модзалевского, отец Л. Б. Модзалевского.

## Биография

### Юность учёного
Борис Львович Модзалевский родился в семье выдающегося педагога, директора Тифлисской женской гимназии, бывшего воспитателем сыновей великого князя Михаила Николаевича, — Льва Николаевича Модзалевского. В 1884 году семья переехала в Петербург и Борис Модзалевский стал учиться во 2-й Петербургской гимназии, которую окончил в 1893 году. В 1894 году поступил в Императорский Санкт-Петербургский университет, сначала на историко-филологический факультет, затем, после конфликта с его руководством, на юридический факультет, который он окончил в 1898 году с дипломом первой степени.
Окончив университет, поступил в распоряжение Собственной Е. И. В. канцелярии по учреждениям императрицы Марии; затем, будучи чиновником Государственной Канцелярии, он был направлен в Архив Государственного совета. Весной следующего 1899 года Модзалевскому было предложено место младшего письмоводителя Канцелярии Конференции Императорской Академии наук. С этого времени вся его последующая жизнь была самым тесным образом связана с российской академической научной деятельностью.

### Выставки Академии наук

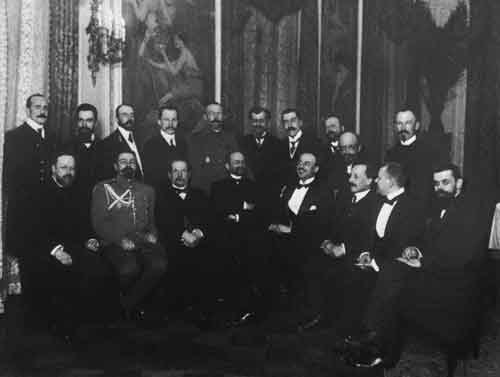
Комитет Ломоносовской выставки. 1912 г.
Сидят слева направо: В. Г. Дружинин, А. А. Боев, Ф. А. Витберг; председатель комитета, секретарь ИАН академик С. Ф. Ольденбург; комиссар выставки барон Н. Н. Врангель; художник-архитектор выставки Н. Е. Лансере; П. П. Вейнер; Б. Л. Модзалевский. Стоят: Н. В. Новиков, А. А. Петров, И. Б. Михаловский, Н. Е. Макаренко, Д. П. Струков, чиновник особых поручений при ИАН В. А. Рышков, В. Я. Адарюков, М. Г. Деммени, П. Н. Столпянский, барон А. П. Штакельберг

При поступлении в Канцелярию Конференции 20 апреля 1899 года Модзалевский первоначально был освобождён от занятий в Канцелярии, поскольку Академией наук ему была поручена организация юбилейной Пушкинской выставки и её заведование. Молодой учёный с энтузиазмом принимается собирать всё, что так или иначе было связано с именем Пушкина, с его окружением и потомками: письма, автографы, картины, фотографии и т. д. Получилось так, что биография поэта была связана со значительным пластом истории России в целом.
Свою работу Модзалевский выполнял под руководством академика Л. Н. Майкова, чьим учеником впоследствии себя считал. После смерти Майкова в 1900 году некоторые свои статьи Модзалевский подписывал псевдонимом Л. Н. Майков, в частности в «Русском биографическом словаре». Другим своим учителем Борис Львович считал библиографа В. И. Саитова.
Выставка Академии наук, приуроченная к столетнему юбилею поэта, успешно прошла в мае. Модзалевским был издан каталог и альбом выставки. Из её материалов впоследствии возникла идея Пушкинского Дома.
Вместе с Ф. А. Витбергом в 1909 году Модзалевский стал устроителем и распорядителем выставки, посвящённой И. С. Тургеневу. За организацию выставки он был награждён золотой Пушкинской медалью Отделения Русского языка и словесности Академии Наук. В этом же году он был одним из организаторов выставки Академии Наук, посвящённой А. В. Кольцову. В 1911 году Модзалевский — секретарь и член Комиссии по устройству юбилейной выставки, посвящённой Михаилу Васильевичу Ломоносову в Академии Художеств: «Ломоносов и Елизаветинское время».
Он принимал непосредственное участие в организации выставок Пушкинского Дома, посвящённых Ф. М. Достоевскому, Н. А. Некрасову, А. А. Григорьеву, «Пушкин и его современники», «40-е годы в русской литературе», «Книга Пушкина», проводимых в послереволюционное время с 1921 по 1924 год.

### Модзалевский — основатель Пушкинского Дома

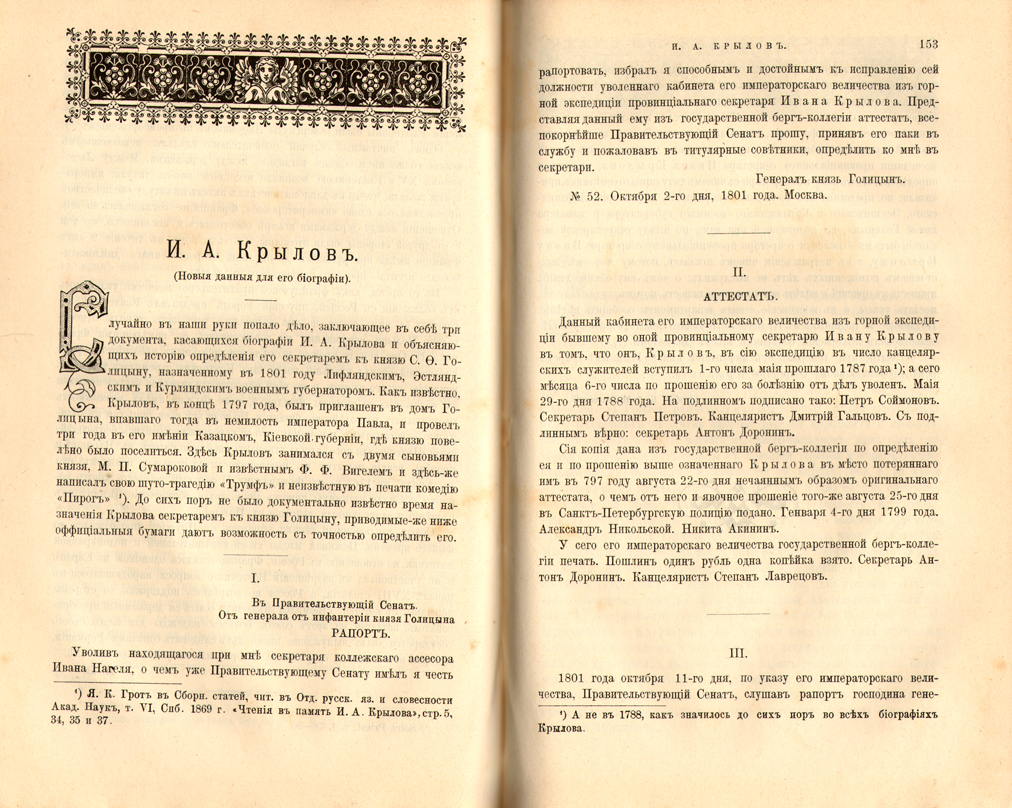
Б. Л. Модзалевский начал публиковаться ещё будучи студентом. «Русская старина», 1898, январь.

Огромный общественный успех юбилейной Пушкинской выставки побудил Комиссию по постройке памятника Пушкину осуществить замысел организации единого хранилища рукописей, писем, книг, рисунков, портретов Пушкина при Академии наук. С 1900 года началась подготовка создания «Дома Пушкина». Академия наук поручила Модзалевскому вести переговоры с наследниками поэта о приобретении пушкинской библиотеки. В сентябре 1900 года Борис Львович перевёз её из села Ивановское Бронницкого уезда Московской губернии (усадьба Александра Александровича Пушкина, внука поэта) в Петербург, в Академию наук. Формально библиотека приобретена Академией лишь в 1906 году после создания Пушкинского Дома. Модзалевский составил подробное описание библиотеки, опубликованное в 1910 году.
В июне 1902 года Академия отправила Модзалевского в село Тригорское Псковской губернии для изучения библиотеки Осиповых-Вульф. Библиотека была передана в Пушкинский Дом в 1914 году. Материалы этой научной командировки вошли в первый выпуск нового серийного академического издания «Пушкин и его современники: Материалы и исследования». Борис Львович был инициатором и редактором этого издания, в составе которого вышли 37 выпусков с 1903 по 1928 год. В 1902 году Модзалевский был назначен также делопроизводителем академической Комиссии по изданию сочинений А. С. Пушкина, в 1925—1928 годах он состоял председателем этой Комиссии.
Будучи одним из основателей Пушкинского Дома, он сформировал его основной фонд. В конце 1905 года новое научное учреждение начало своё существование. В 1906 году правительством были выделены специальные средства для приобретения пушкинской библиотеки, а 14 февраля 1907 года императором Николаем II было утверждено «Положение о Пушкинском Доме». Проект положения был составлен Модзалевским при участии делопроизводителя Комиссии по постройке памятника Пушкину и чиновника особых поручений при императорской Академии наук (ИАН) В. А. Рышкова.
Следующая командировка Академии наук была в Париж: в 1908 году Борис Львович отправляется туда для описания рукописей Пушкина, входящих в состав музея-квартиры известного коллекционера-пушкиниста А. Ф. Онегина, проживавшего во Франции. Модзалевским было составлено описание онегинских автографов Пушкина. В 1909 году с Онегиным был заключён договор, согласно которому его коллекция после смерти должна была перейти в собственность Российской Академии наук. Как и в предыдущих случаях, результаты командировки учёного были подробно освещены в его отчёте «Описание рукописей Пушкина, находящихся в Музее А. Ф. Онегина в Париже».
Александр Онегин скончался в 1925 году, и, согласно завещанию, после непродолжительных дипломатических неурядиц его коллекция прибыла в Ленинград в 1927—1928 годах.

### Внутриакадемическая деятельность

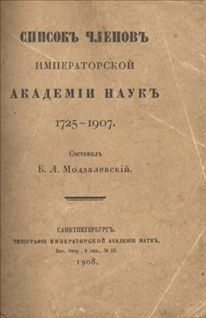
«Список членов Императорской Академии наук, 1725—1907» (1908).

По инициативе С. Ф. Ольденбурга, непременного секретаря Академии наук, в сентябре 1907 года Модзалевского пригласили изучить Архив Конференции Академии наук XVIII—XIX веков. Модзалевский начал тогда систематизацию и обобщение рукописных материалов академического архива, в результате которых он выпустил «Список членов Императорской Академии наук, 1725—1907» (СПб., 1908). С 1909 года Модзалевский состоял членом академической «Комиссии Разряда изящной словесности» по изданию серии «Академическая библиотека русских писателей». С 1912 по 1919 год Модзалевский занял вновь созданную для него должность заведующего Архивом Конференции.
В 1918 году избран членом-корреспондентом Российской академии наук по отделению pусского языка и словесности, инициаторы его выдвижения — академики А. А. Шахматов и Н. А. Котляревский. С 1919 года, после того, как по постановлению Конференции Российской академии наук Пушкинский Дом стал штатным академическим учреждением, Модзалевский занял должность старшего учёного хранителя Пушкинского Дома Академии наук. На период отсутствия Н. А. Котляревского (с октября 1922 по 1924 год) исполнял должность директора Пушкинского Дома.
При нём сотрудниками Пушкинского Дома было собрано около двух миллионов единиц хранения рукописей русских писателей, учёных и общественных деятелей. Сам Модзалевский лично собрал около 25 тысяч рукописей, из них более 400 автографов — пушкинские. Помимо этого Модзалевский был организатором и главным редактором всех без исключения выпусков «Трудов Пушкинского Дома», координатором всей научной работы Пушкинского Дома.

### Модзалевский в личной жизни
Борис Львович был скромным человеком, не испытывавшим призвания к публичной деятельности. По этой причине он не занимался преподавательской деятельностью, избегал выступлений. Его вполне устраивало положение кабинетного учёного.
Его кабинет располагался в мансарде Академии наук на Университетской набережной. По семейным воспоминаниям внука учёного — Н. Л. Модзалевского, Борис Львович непрерывно работал, окружённый огромным количеством рукописей, книг, картин. К политическим событиям Модзалевский был вполне равнодушен, лишь Первая мировая война вызвала у него тревогу за своих детей. К событиям 1917—1918 года Борис Львович относился «спокойно-иронично».
В 1924 году учёный был арестован органами ОГПУ по доносу вахтёра И. Т. Филлипова и сотрудника Орлеанского, ложно обвинявших его в преступных махинациях с государственными средствами и государственным имуществом Пушкинского Дома. Пять дней его содержали в тюрьме Кресты, пока по настоянию научной общественности он не был отпущен на свободу.
С 1913 по 1928 год Модзалевский жил в «Доме академиков» — набережная Лейтенанта Шмидта, д. 1. Он умер весной 1928 года, не дожив до 54 лет, и похоронен на Смоленском православном кладбище в Ленинграде (уч. 146, на Михайловской дороге).

##### Семья
- Первая жена (1900—1919, но фактически— до конца 1900-х гг.) — Екатерина Васильевна Решёткина (1873—1938/41). Официально брак расторгнут в 1919, фактически в разводе за 10 лет до этого.
  - Дочь Александра (1899—1971), с 1927 замужем за Алексеем Анатольевичем Брюном, работала бухгалтером
  - Дочь Елена (1901—1906)
  - Сын Лев Борисович Модзалевский — выдающийся советский архивист, пушкинист и комментатор писем А. С. Пушкина, продолживший дело своего отца.
  - Сын Вадим (1907—1941) работал механиком, погиб во время работ на Ладожском озере

- Вторая жена (гражданский брак с 1910 г., официальный — 1919—1928) — Варвара Николаевна, урождённая Гувениус, в первом браке Висковатова (1871—1937)

## Печатные труды и биобиблиография

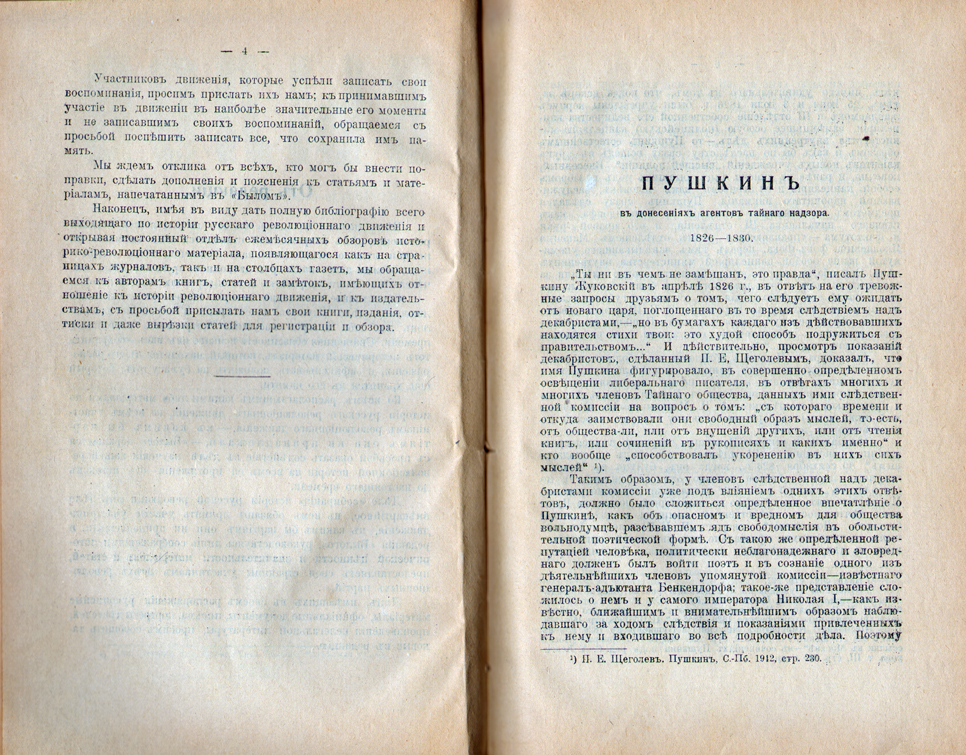
По горячим следам после пожара в III Отделении появилась статья в журнале «Былое», 1918, январь.

Первые статьи молодого учёного появились ещё в 1896 году. Свои историко-литературоведческие работы Б. Л. Модзалевский помещал в «Русской старине», «Русском архиве», «Литературном вестнике», «Историческом вестнике», журналах «Былое», «Минувшие годы», «Известиях Отделения русского языка и словесности», «Известиях Императорской Академии Наук» и др. Борис Львович был сотрудником «Нового энциклопедического словаря».
Среди его крупных работ «И. Е. Великопольский», («Русская старина», 1903 год); «Родословная разведки» Н. Н. Кашкина (1912 год); «Переписка Л. Н. Толстого с Н. Н. Страховым» (1914 год).
Наибольшее значение в научном наследии Модзалевского имеют подготовленные им комментированные издания архивных материалов. Под редакцией и с примечаниями Модзалевского вышли: «Архив Раевских» (4 т., 1908—1912); «Архив декабриста С. Г. Волконского», совместно с С. М. Волконским (т. 1, 1918; изд. не закончено); «Роман декабриста Каховского», Л., 1926; А. П. Керн, [Л.]; Совместно с А. А. Сиверсом подготовил к публикации фундаментальное справочное издание «Алфавит декабристов» (1925 год).
Им опубликовано множество документов о русских писателях, письма И. А. Гончарова, И. С. Тургенева, Н. А. Некрасова, А. Н. Островского, Ф. М. Достоевского, Л. Н. Толстого, В. Г. Короленко, А. П. Чехова, материалы о Гоголе, Салтыкове-Щедрине и др. Модзалевский участвовал в издании «Остафьевского архива» П. А. Вяземского (1899—1906, тт. I—IV),
Но всё же главное место в своей работе учёный уделял изучению жизни и творчества Пушкина: «Поездка в село Тригорское» (1903), статьи о генеалогии Пушкина в Собрании сочинений поэта под редакцией С. А. Венгерова. Основная его заслуга — целенаправленные поиски и публикация литературных и исторических документов с ценными комментариями. С этой целью им была составлена картотека personalia деятелей русской культуры XVIII—XX веков, которая ныне хранится в Пушкинском Доме (всего около 300 000 карточек).
Он принимал участие в академическом издании переписки Пушкина: «Письма Пушкина» (2 тома, Л., 1926—1928); работа над третьим томом была оборвана его смертью. Комментарии Модзалевского к пушкинским письмам стали своеобразной энциклопедией пушкинской эпохи и являются «золотым фондом» пушкиноведческой литературы; «Дневник Пушкина» (П., 1923) вышел также с его комментариями. Уже после его смерти опубликован сборник статей «Пушкин» (Л., 1929). Эти труды считаются непревзойдённой вершиной достижений отечественной пушкинистики и до сих пор являются эталонами редакционного и комментаторского искусства. Ещё одно издание «Пушкин. Письма» (М.; Л., 1926—1928. Т. 1—2; т. III, 1935 год, — было подготовлено сыном, отчасти по материалам отца). Все эти работы характеризует широта эрудиции, тщательность историко-литературных и биографически комментариев.
Модзалевский принимал участие в издании фундаментального «Русского биографического словаря» (1897—1918). Он участвовал в издании «Русские портреты XVIII и XIX столетий» (СПб.: Изд. вел. кн. Николая Михайловича, 1905—1909. Т. I—V), был автором и составителем книги «Московский некрополь» (СПб.: Изд. вел. кн. Николая Михайловича, 1907—1908. Т. I—III; совместно с В. И. Саитовым). (В прошлом великий князь Николай Михайлович был воспитанником Л. Н. Модзалевского-отца). В 1924—1926 годы Борис Львович совместно Ю. Г. Оксманом и П. Н. Сакулиным редактировал историко-литературный альманах «Атеней» (кн. 1—3).

## Заслуги Б. Л. Модзалевского

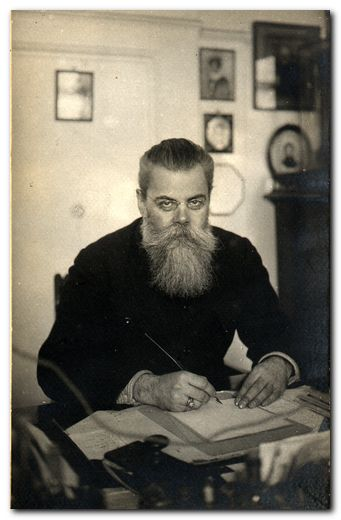
Борис Модзалевский в мансарде Академии наук.

Борис Львович Модзалевский являлся членом комиссии по постройке памятника Пушкину в Петербурге, членом комиссии по изданию Тургеневского архива, членом и секретарём комиссии по вопросу о чествовании 200-летия со дня рождения Ломоносова. За свои заслуги в 1912 году, учёный был представлен к ордену Святой Анны 2-й степени.
Всего им было опубликовано 652 историко-биографические и филологические работы. В «Русском биографическом словаре», (СПб.; Пг., 1897—1918), он напечатал свыше 300 статей, он являлся редактором нескольких томов этого словаря, издававшегося Русским историческим обществом. Из этого общего количества свыше 90 книг и статей относятся к отдельным вопросам биографии, творчества и историографии А. С. Пушкина.
На протяжении всей своей жизни Борис Львович собирал библиотеку, сейчас являющуюся образцовым научным хранилищем, заключающим в себе все важнейшие справочные издания, строго подобранные, нередко в редчайших экземплярах. На момент смерти Б. Л. Модзалевского она насчитывала сто пятьдесят тысяч томов, куда вошла спасённая им личная библиотека А. С. Пушкина из 4 тысяч томов. В год смерти Модзалевского из его семейной библиотеки в библиотеку Пушкинского Дома поступило книжное собрание из 8 тысяч томов.
Научные заслуги Модзалевского отмечены многими научными учреждениями: он был избран действительным членом Русского библиологического общества (1899 год); почётным членом Псковской, Витебской, Владимирской, Вятской, Рязанской, Таврической, Тульской, и Петроградской Губернских учёных архивных комиссий. С 1905 года он состоял членом Историко-родословного общества в Москве; с 1907 года — членом-сотрудником Русского генеалогического общества; с 1908 года — членом-корреспондентом императорского Московского археологического общества; в этом же году он стал членом-сотрудником Пушкинского лицейского (музейного) общества. В 1912 году он — действительный член императорского Русского исторического общества. В 1919 году избран в число членов Общества взаимопомощи литераторов и учёных. В 1926 году избран членом правления Общества друзей государственного заповедника «Пушкинский Уголок»; в том же году избран заместителем председателя правления Общества друзей Пушкинского заповедника; в 1928 году учёный получил звание почётного члена Ленинградской секции по изучению декабристов при Ленинградском отделении Всесоюзного общества политкаторжан. Он был членом Общества ревнителей истории, членом Совета Тургеневского общества и Совета Общества Толстовского музея; также избран членом учредителем и членом Совета Союза российских архивных деятелей.
К заслугам Модзалевского следует отнести и спасение Архива III Отделения Собственной Его Императорского Величества канцелярии от пожара весной 1917 года. Результатом работы учёного с этим архивом стала работа «Пушкин в донесениях агентов тайного надзора», «Былое», 1918 год.
По мнению большинства современных научных источников, Модзалевский — крупнейший и авторитетнейший знаток и исследователь творчества А. С. Пушкина. Его работы отличает исчерпывающая точность и безукоризненная полнота сведений.